# Peso (moneda de Chile)
El peso (símbolo: $; ISO 4217: CLP) ha sido la moneda de curso legal de Chile desde 1975, cuando reemplazó al escudo, la antigua moneda en circulación. Por medio del decreto ley 1123 de 1975, el peso se convirtió en la unidad monetaria del país a partir del 29 de septiembre de dicho año, con una tasa de conversión de un peso por cada mil escudos; la denominación retomaba el nombre de la moneda que circuló entre 1817 y 1960. La subdivisión en centavos se mantuvo hasta el 1 de enero de 1984, cuando estos fueron eliminados, por lo que la contabilidad se empezó a llevar en pesos enteros.
Ha sido fabricado por la Casa de Moneda de Chile (creada en 1743) y regulado por el Banco Central de Chile (BCCh, fundado en 1925), encargado del control de la cantidad de dinero en circulación.

## Historia

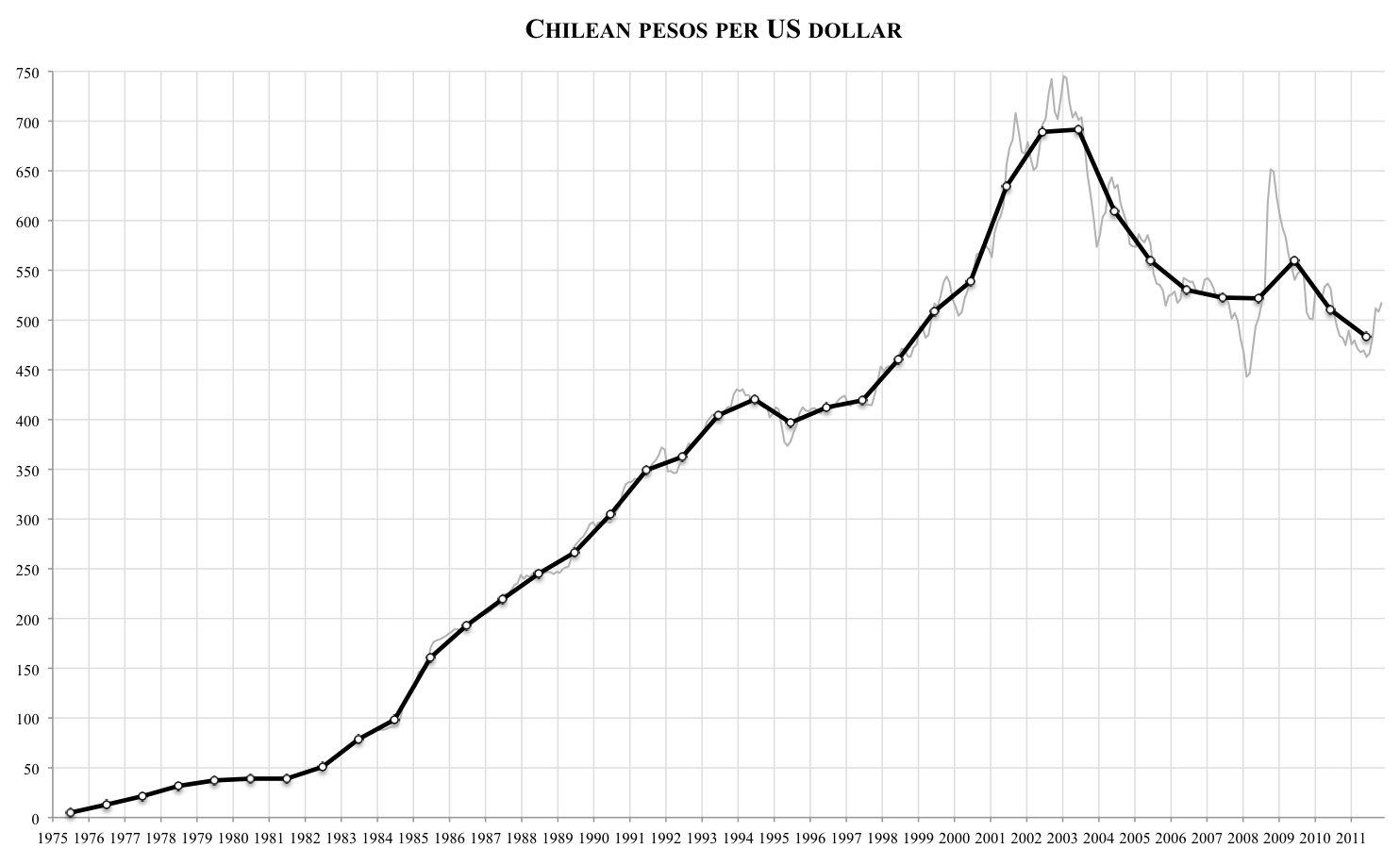
Tasa de cambio entre pesos y dólares (1975-2010)

La hiperinflación existente durante el gobierno de Salvador Allende, que llegó a cifras de alrededor del 600 y 800 %, fue una de las principales causas de la crisis económica que enfrentó su administración. Tras el golpe de Estado de 1973, una de las reformas económicas establecidas por la dictadura militar fue la reconversión al peso. Así, el 29 de septiembre de 1975 se estableció un cambio de 1000 escudos por 1 peso mediante el decreto ley 1123.
Las primeras monedas emitidas bajo el nuevo sistema fueron las de 1, 5, 10 y 50 centavos, y 1 peso; más tarde se añadieron los valores de 5 y 10 pesos. Las monedas de 1, 5, 10 y 50 centavos tuvieron una emisión limitada debido a las crecientes devaluaciones que ocurrieron durante la década de 1980.
Entre el 30 de junio de 1979 y el 14 de junio de 1982 la tasa de cambio se mantuvo fija en 39 pesos por dólar estadounidense; sin embargo, la presión inflacionaria hizo que la economía no pudiese aguantar dicha fijación y, en el marco de la crisis de 1982, la moneda nacional comenzó lentamente a devaluarse: la tasa de cambio pasó a $78 por dólar en junio de 1982, mientras que dos meses después el peso pasó a ser moneda flotante. Ya en 1984, el precio estaba a 100 pesos por dólar.
Hacia la década de 1990 la inflación hizo desaparecer tanto las monedas de centavos como los billetes de 5, 10, 50 y 100 pesos, reemplazados por monedas. Hacia fines de dicha década surgieron, además, el billete de 2000 y el de 20 000, junto con una moneda de 500 pesos, que eliminó el billete de homóloga denominación. Cambios posteriores en los billetes permitieron la introducción de símbolos para su reconocimiento por personas con problemas visuales y se incorporaron billetes de polímero, en reemplazo del papel, para los billetes de 1000, 2000 y 5000.
Durante los primeros meses del gobierno de Gabriel Boric el dólar estadounidense comenzó a apreciarse contra el peso chileno; entre las causas se destacaba el descenso de la producción y valor del cobre, además de una supuesta inestabilidad política y económica por el alza del costo de vida. La inflación llegó a su máximo nivel en veinte años: 14,1 %. El dólar llegó a superar por primera vez en su historia la cifra de 1000 pesos; tras ello, el Banco Central de Chile llevó a cabo su mayor intervención cambiaria en el mercado, anunciada el 14 de julio de 2022, por un monto de hasta US$25 000 000 000 (veinticinco mil millones de dólares) a partir del 18 de julio y hasta el 30 de septiembre. Durante 2023 el dólar ha tenido una fuerte devaluación que llegó a cotizarse aproximadamente a 780 pesos; el 28 de julio de 2023 el Banco Central de Chile anunció la baja más fuerte desde 2009 en la tasa de política monetaria con una baja sustancial de cien puntos base, desde 11,25 % hasta 10,25 %, lo que llevó al dólar a experimentar un alza, alcanzando los 860 pesos por dólar.

## Monedas
Todas las monedas acuñadas a partir de 1975, cuando fue adoptado el peso como moneda de curso legal, tienen validez en el país. Sus denominaciones y diseños han cambiado a lo largo del tiempo: inicialmente, solo se emitieron monedas de 1, 5, 10 y 50 centavos, y 1 peso; posteriormente, se descontinuaron los centavos y se añadieron las monedas de 5, 10, 50, 100 y 500 pesos en reemplazo de los billetes de iguales denominaciones. La moneda de 500 pesos fue la primera moneda bimetálica producida en el país.
En 2009 se presentó un proyecto para crear monedas de 20 y 200 pesos, pero fue rechazado. El 26 de abril de 2016 el Banco Central le propuso al Ministerio de Hacienda el envío de un proyecto al Congreso para eliminar las monedas de 1 y 5 pesos debido al poco uso y a su alto costo de fabricación. El 2 de mayo siguiente se presentó a la presidenta Michelle Bachelet un proyecto para una nueva familia de monedas, que entraría en circulación el segundo semestre de 2017. En agosto de dicho año el Congreso despachó un proyecto de ley que incluyó la eliminación de las monedas de 1 y 5 pesos. Desde el 1 de noviembre de 2017 las monedas de 1 y 5 pesos dejaron de emitirse por el Banco Central y entró en vigencia el redondeo para los pagos en efectivo.
El 10 de octubre de 2018 el Banco Central anunció el inicio del retiro de circulación de las antiguas monedas de 100 pesos, fabricadas entre 1981 y 2000; sin embargo, siguen vigentes como medio de pago y la medida implica principalmente el retiro de la moneda por parte de las instituciones financieras para disminuir su convivencia con las monedas actuales.

### Monedas antiguas
| Valor       | Fecha de acuñación | Metal              | Metal              | Forma y diámetro                            | Canto                | Anverso                                                                |
| Valor       | Fecha de acuñación | Anillo             | Centro             | Forma y diámetro                            | Canto                | Reverso                                                                |
| ----------- | ------------------ | ------------------ | ------------------ | ------------------------------------------- | -------------------- | ---------------------------------------------------------------------- |
| 1 centavo   | 1975               | Aluminio           | Aluminio           |                                             | Liso                 | Cóndor en una cima                                                     |
| 1 centavo   | 1975               | Aluminio           | Aluminio           | Valor circundado por una corona de laureles | Liso                 |                                                                        |
| 5 centavos  | 1975-1976          | Bronce de aluminio | Bronce de aluminio |                                             | Liso y rombos        | Cóndor en una cima                                                     |
| 5 centavos  | 1975-1976          | Bronce de aluminio | Bronce de aluminio | Valor circundado por una corona de laureles | Liso y rombos        |                                                                        |
| 5 centavos  | 1976               | Aluminio           | Aluminio           |                                             | Liso y rombos        | Cóndor en una cima                                                     |
| 5 centavos  | 1976               | Aluminio           | Aluminio           | Valor circundado por una corona de laureles | Liso y rombos        |                                                                        |
| 10 centavos | 1975-1976          | Bronce de aluminio | Bronce de aluminio |                                             | Liso y rombos        | Cóndor en una cima                                                     |
| 10 centavos | 1975-1976          | Bronce de aluminio | Bronce de aluminio | Valor circundado por una corona de laureles | Liso y rombos        |                                                                        |
| 10 centavos | 1976-1979          | Aluminio           | Aluminio           |                                             | Liso y rombos        | Cóndor en una cima                                                     |
| 10 centavos | 1976-1979          | Aluminio           | Aluminio           | Valor circundado por una corona de laureles | Liso y rombos        |                                                                        |
| 50 centavos | 1975-1977          | Alpaca             | Alpaca             |                                             | Estriado             | Cóndor en una cima                                                     |
| 50 centavos | 1975-1977          | Alpaca             | Alpaca             | Valor circundado por una corona de laureles | Estriado             |                                                                        |
| 50 centavos | 1978-1979          | Bronce de aluminio | Bronce de aluminio |                                             | Estriado             | Cóndor en una cima                                                     |
| 50 centavos | 1978-1979          | Bronce de aluminio | Bronce de aluminio | Valor circundado por una corona de laureles | Estriado             |                                                                        |
| 1 peso      | 1975-1977          | Alpaca             | Alpaca             | 24 mm                                       | Estriado             | Busto de Bernardo O'Higgins. Al lado derecho, Libertador B. O'Higgins. |
| 1 peso      | 1975-1977          | Alpaca             | Alpaca             | 24 mm                                       | Estriado             | Valor circundado por una corona de laureles                            |
| 1 peso      | 1978-1979          | Bronce de aluminio | Bronce de aluminio | 24 mm                                       | Estriado             | Busto de Bernardo O'Higgins. Al lado derecho, Libertador B. O'Higgins. |
| 1 peso      | 1978-1979          | Bronce de aluminio | Bronce de aluminio | 24 mm                                       | Estriado             | Valor circundado por una corona de laureles                            |
| 1 peso      | 1981-1992          | Bronce de aluminio | Bronce de aluminio | 17 mm                                       | Liso                 | Busto de Bernardo O'Higgins. Al lado derecho, Libertador B. O'Higgins. |
| 1 peso      | 1981-1992          | Bronce de aluminio | Bronce de aluminio | 17 mm                                       | Liso                 | Valor circundado por una corona de laureles                            |
| 1 peso      | 1992-2017          | Aluminio           | Aluminio           | 15,5 mm                                     | Liso                 | Busto de Bernardo O'Higgins.                                           |
| 1 peso      | 1992-2017          | Aluminio           | Aluminio           | 15,5 mm                                     | Liso                 | Valor circundado por una corona de laureles.                           |
| 5 pesos     | 1976-1980          | Alpaca             | Alpaca             | 25,8 mm                                     | Estriado             | Mujer alada rompiendo cadenas sobre «Libertad» y «11-IX-1973».         |
| 5 pesos     | 1976-1980          | Alpaca             | Alpaca             | 25,8 mm                                     | Estriado             | Valor circundado por una corona de laureles                            |
| 5 pesos     | 1981-1990          | Bronce de aluminio | Bronce de aluminio | 19 mm                                       | Liso                 | Mujer alada rompiendo cadenas sobre «Libertad» y «11-IX-1973».         |
| 5 pesos     | 1981-1990          | Bronce de aluminio | Bronce de aluminio | 19 mm                                       | Liso                 | Valor circundado por una corona de laureles                            |
| 5 pesos     | 1990-1992          | Bronce de aluminio | Bronce de aluminio | 19 mm                                       | Liso                 | Busto de Bernardo O'Higgins. Al lado derecho, Libertador B. O'Higgins. |
| 5 pesos     | 1990-1992          | Bronce de aluminio | Bronce de aluminio | 19 mm                                       | Liso                 | Valor circundado por una corona de laureles                            |
| 5 pesos     | 1992-2017          | Bronce de aluminio | Bronce de aluminio | 15,5 mm                                     | Liso                 | Busto de Bernardo O'Higgins.                                           |
| 5 pesos     | 1992-2017          | Bronce de aluminio | Bronce de aluminio | 15,5 mm                                     | Liso                 | Valor circundado por una corona de laureles.                           |
| 10 pesos    | 1976-1980          | Alpaca             | Alpaca             | 28 mm                                       | Estriado             | Mujer alada rompiendo cadenas sobre «Libertad» y «11-IX-1973».         |
| 10 pesos    | 1976-1980          | Alpaca             | Alpaca             | 28 mm                                       | Estriado             | Valor circundado por una corona de laureles                            |
| 10 pesos    | 1981-1990          | Bronce de aluminio | Bronce de aluminio | 21 mm                                       | Estriado             | Mujer alada rompiendo cadenas sobre «Libertad» y «11-IX-1973».         |
| 10 pesos    | 1981-1990          | Bronce de aluminio | Bronce de aluminio | 21 mm                                       | Estriado             | Valor circundado por una corona de laureles                            |
| 100 pesos   | 1981-2000          | Bronce de níquel   | Bronce de níquel   | 27 mm                                       | Liso y Lema nacional | Escudo Nacional.                                                       |
| 100 pesos   | 1981-2000          | Bronce de níquel   | Bronce de níquel   | 27 mm                                       | Liso y Lema nacional | Valor circundado por una corona de laureles.                           |

### Monedas en producción
| Valor     | Circula desde       | Metal              | Metal              | Forma y diámetro | Canto                | Anverso                                                                                             |
| Valor     | Circula desde       | Anillo             | Centro             | Forma y diámetro | Canto                | Reverso                                                                                             |
| --------- | ------------------- | ------------------ | ------------------ | ---------------- | -------------------- | --------------------------------------------------------------------------------------------------- |
| 10 pesos  | septiembre de 1990  | Bronce de aluminio | Bronce de aluminio | 21 mm            | Estriado             | Busto de Bernardo O'Higgins.                                                                        |
| 10 pesos  | septiembre de 1990  | Bronce de aluminio | Bronce de aluminio | 21 mm            | Estriado             | Valor circundado por una corona de laureles.                                                        |
| 50 pesos  | septiembre de 1981  | Bronce de níquel   | Bronce de níquel   | 25 mm            | Liso y rombos        | Busto de Bernardo O'Higgins.                                                                        |
| 50 pesos  | septiembre de 1981  | Bronce de níquel   | Bronce de níquel   | 25 mm            | Liso y rombos        | Valor circundado por una corona de laureles.                                                        |
| 100 pesos | diciembre de 2001   | Bronce de aluminio | Alpaca             | 23,5 mm          | Estriado discontinuo | Mujer mapuche                                                                                       |
| 100 pesos | diciembre de 2001   | Bronce de aluminio | Alpaca             | 23,5 mm          | Estriado discontinuo | Escudo Nacional y valor circundado por corona de laureles.                                          |
| 100 pesos | 21 de julio de 2025 | Bronce de aluminio | Alpaca             | 23,5 mm          | Estriado discontinuo | Cordillera de los Andes y logotipo del Banco Central de Chile junto con la inscripción «Cien años». |
| 100 pesos | 21 de julio de 2025 | Bronce de aluminio | Alpaca             | 23,5 mm          | Estriado discontinuo | Escudo Nacional y valor circundado por corona de laureles.                                          |
| 500 pesos | diciembre de 2000   | Alpaca             | Bronce de aluminio | 26 mm            | Estriado             | Busto del cardenal Raúl Silva Henríquez.                                                            |
| 500 pesos | diciembre de 2000   | Alpaca             | Bronce de aluminio | 26 mm            | Estriado             | Valor circundado por una corona de laureles y estrella en punta.                                    |

### Monedas especiales
Aparte de las denominaciones de uso regular, la Casa de Moneda de Chile ha acuñado monedas conmemorativas, que tienen valor vigente según la ley, en las siguientes oportunidades:
- En 1976: hasta 3000 unidades de monedas de 100 pesos de oro en conmemoración del golpe de Estado en Chile de 1973, designación dada por la dictadura militar con el nombre de «3er. Aniversario de la Liberación de Chile».[23]
- En 1978: hasta 1000 unidades de cada serie de monedas de 50 y 500 pesos de oro y de 10 pesos de plata, también en conmemoración del golpe de Estado en Chile de 1973.[24]
- En 1991: hasta 75 000 unidades, pero se fabricaron 34 800, de monedas de 10 000 pesos de plata en conmemoración del quinto centenario del descubrimiento de América.[25]
- En 1993: hasta 50 000 unidades, pero se fabricaron 46 000, de monedas de 2000 pesos de plata en conmemoración de los 250 años de la fundación de la Casa de Moneda de Chile.[26]

En febrero de 2010, se descubrió que parte de la producción de monedas de 50 pesos, fabricadas por la Casa de Moneda en 2008, tenía la leyenda «REPÚBLICA DE CHIIE [sic]» en lugar de «REPÚBLICA DE CHILE» en el anverso. Esto, sumado a problemas anteriores de gestión, le costó el puesto a Gregorio Íñiguez Díaz, gerente general de dicha entidad.
El 24 de junio de 2025 el Banco Central de Chile anunció la emisión de una moneda conmemorativa de 100 pesos para celebrar el centenario de dicha institución. En el reverso el motivo principal incluye el logo del BCCh junto a la frase «CIEN años», situado al centro del núcleo y coronado con la frase «REPÚBLICA DE CHILE» en el anillo; el diseño reproduce, además, en la parte posterior del núcleo, una montaña que simboliza la cordillera de los Andes, mientras que en la parte inferior del anillo se encuentra la frase «BANCO CENTRAL DE CHILE 1925 – 2025». Se emitirán un total de 30 millones de unidades que se pondrán en circulación desde el 21 de julio.

### Circulación
| Año  | 1    | 5      | 10     | 50     | 100     | 500     | 2000 | 10 000 | Otras | Total   |
| ---- | ---- | ------ | ------ | ------ | ------- | ------- | ---- | ------ | ----- | ------- |
| 2007 | 3777 | 7133   | 18 258 | 13 765 | 50 991  | 59 784  | 92   | 348    | 72    | 154 221 |
| 2008 | 3875 | 7618   | 20 454 | 14 918 | 61 094  | 70 278  | 92   | 348    | 72    | 178 750 |
| 2009 | 3984 | 8102   | 22 664 | 15 560 | 69 616  | 78 851  | 95   | 348    | 72    | 199 291 |
| 2010 | 4098 | 8632   | 25 801 | 16 736 | 80 547  | 92 574  | 99   | 348    | 72    | 228 907 |
| 2011 | 4208 | 9110   | 28 963 | 18 124 | 88 649  | 102 942 | 99   | 348    | 72    | 252 515 |
| 2023 | 4689 | 10 703 | 65 893 | 36 107 | 182 006 | 276 121 | 99   | 349    | 72    | 576 040 |

## Billetes

### Series entre 1975 y 2009
Al restablecerse el peso como moneda oficial en 1975, se introdujeron billetes de 5 y 10 pesos —producto de la inflación, al año siguiente fueron reemplazados por monedas de las mismas denominaciones— además de los billetes de 50 y 100 pesos; en los años siguientes, estos últimos también fueron reemplazados por monedas, y aparecieron los billetes de 500, 1000 y 5000 pesos. A fines de la década de 1980, se imprimieron únicamente billetes de 500, 1000, 5000 y 10 000 pesos —este último fue introducido en 1989—.
En 1997 entró en circulación el billete de 2000 pesos, al año siguiente el de 20 000 pesos y dos años después dejó de circular el de 500 pesos, reemplazado por una moneda. Durante 2009, los billetes en producción eran los de 1000, 2000, 5000, 10 000 y 20 000 pesos; en dicho año comenzó la introducción de una nueva serie de billetes. En la actualidad, muchos de estos billetes siguen en circulación, aunque es cada vez menos frecuente encontrarlos. Los billetes con denominaciones menores a 1000 pesos no están en circulación, pero siguen siendo legalmente válidos en todo el país y mantienen su valor nominal original.
| Valor        | Fecha de producción      | Color               | Material y dimensiones | Anverso                                                          |
| Valor        | Fecha de producción      | Color               | Material y dimensiones | Reverso                                                          |
| ------------ | ------------------------ | ------------------- | ---------------------- | ---------------------------------------------------------------- |
| 5 pesos      | 1975-1976                | Verde               | Papel 145 × 70 mm      | Efigie de José Miguel Carrera.                                   |
| 5 pesos      | 1975-1976                | Verde               | Papel 145 × 70 mm      | Casa de los Carrera                                              |
| 10 pesos     | 1975-1976                | Rojo                | Papel 145 × 70 mm      | Efigie de Bernardo O'Higgins.                                    |
| 10 pesos     | 1975-1976                | Rojo                | Papel 145 × 70 mm      | Batalla de Rancagua, por Pedro Subercaseaux                      |
| 50 pesos     | 1975-1978 1980-1981      | Celeste             | Papel 145 × 70 mm      | Efigie de Arturo Prat.                                           |
| 50 pesos     | 1975-1978 1980-1981      | Celeste             | Papel 145 × 70 mm      | Escuadra Libertadora, por Thomas Somerscales                     |
| 100 pesos    | 1976-1977 1979-1984      | Violeta y negro     | Papel 145 × 70 mm      | Efigie de Diego Portales.                                        |
| 100 pesos    | 1976-1977 1979-1984      | Violeta y negro     | Papel 145 × 70 mm      | Portales ante los notables, por Pedro León Carmona               |
| 500 pesos    | 1977 1980-1982 1985-2000 | Café y violeta      | Papel 145 × 70 mm      | Efigie de Pedro de Valdivia.                                     |
| 500 pesos    | 1977 1980-1982 1985-2000 | Café y violeta      | Papel 145 × 70 mm      | La fundación de Santiago, por Pedro Lira                         |
| 1000 pesos   | 1978-1980 1982 1984-2009 | Verde               | Papel 145 × 70 mm      | Efigie de Ignacio Carrera Pinto.                                 |
| 1000 pesos   | 1978-1980 1982 1984-2009 | Verde               | Papel 145 × 70 mm      | Monumento a los Héroes de La Concepción, por Rebeca Matte Bello. |
| 2000 pesos   | 1997 1999 2001-2004      | Morado              | Papel 145 × 70 mm      | Efigie de Manuel Rodríguez y su estatua ecuestre.                |
| 2000 pesos   | 1997 1999 2001-2004      | Morado              | Papel 145 × 70 mm      | Iglesia de Los Dominicos.                                        |
| 2000 pesos   | 2004 2007-2008           | Morado              | Polímero 145 × 70 mm   | Efigie de Manuel Rodríguez y su estatua ecuestre.                |
| 2000 pesos   | 2004 2007-2008           | Morado              | Polímero 145 × 70 mm   | Iglesia de Los Dominicos.                                        |
| 5000 pesos   | 1981 1986-1994 1996-2008 | Rojo                | Papel 145 × 70 mm      | Efigie de Gabriela Mistral y alegoría del amor maternal.         |
| 5000 pesos   | 1981 1986-1994 1996-2008 | Rojo                | Papel 145 × 70 mm      | Alegoría de la medalla del premio Nobel de Literatura de 1945.   |
| 10 000 pesos | 1989-1998 2001-2006 2008 | Azul                | Papel 145 × 70 mm      | Efigie de Arturo Prat.                                           |
| 10 000 pesos | 1989-1998 2001-2006 2008 | Azul                | Papel 145 × 70 mm      | Hacienda San Agustín de Puñual, Ninhue.                          |
| 20 000 pesos | 1998-1999 2006 2008      | Pardo, verde y ocre | Papel 145 × 70 mm      | Efigie de Andrés Bello y alegoría de la justicia.                |
| 20 000 pesos | 1998-1999 2006 2008      | Pardo, verde y ocre | Papel 145 × 70 mm      | Casa Central de la Universidad de Chile.                         |

### Serie Bicentenario (desde 2009)

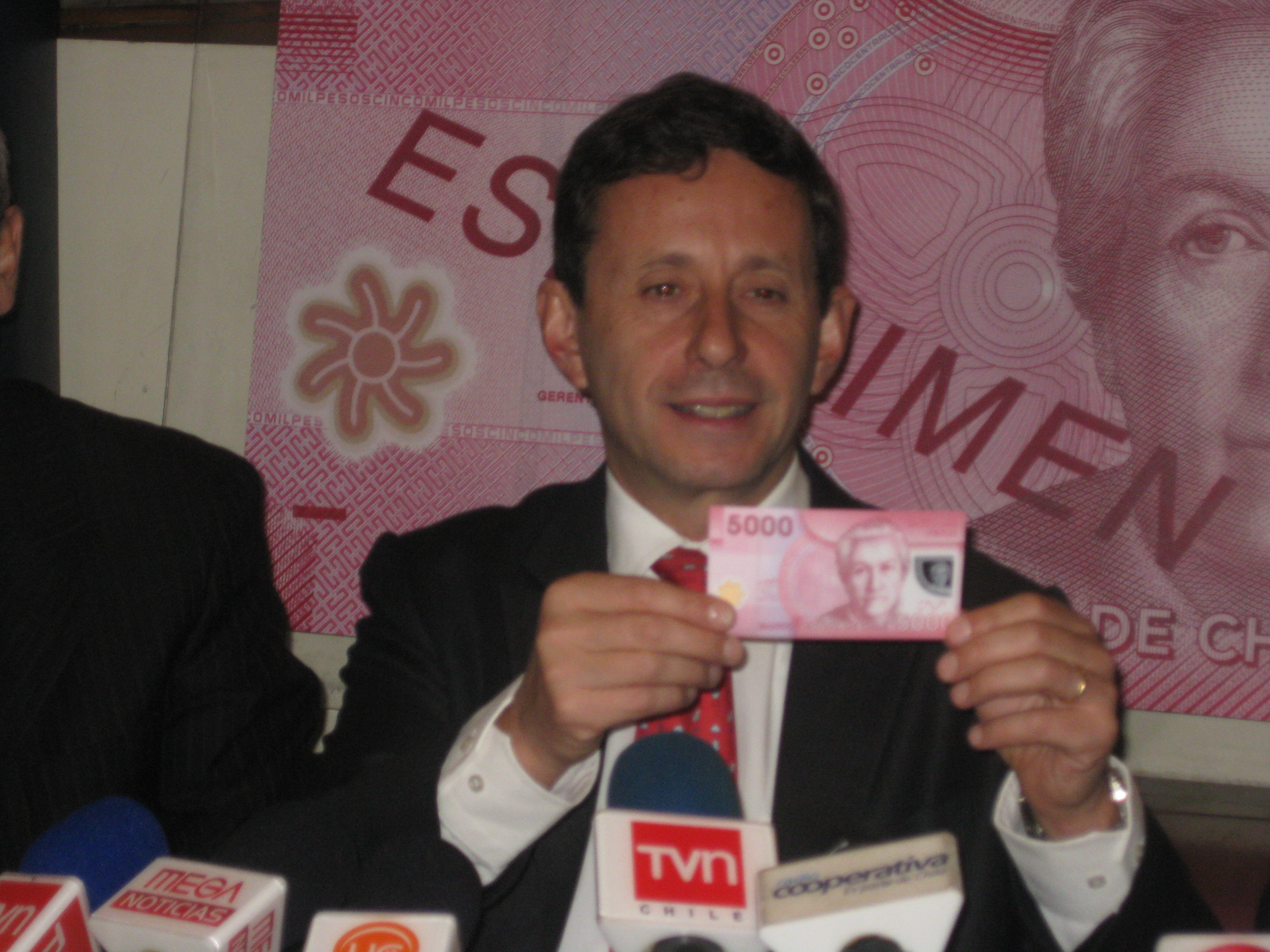
El entonces presidente del Banco Central José De Gregorio presenta el nuevo billete de 5000 pesos, en septiembre de 2009

El Banco Central de Chile comenzó en el segundo semestre de 2009 la producción de una nueva serie de billetes para conmemorar el bicentenario del país. Si bien sus denominaciones y los personajes retratados no se modificaron, se cambiaron los tamaños, que variaron en función de la denominación, y se añadieron características de seguridad para evitar su falsificación. Tres de los billetes de la nueva serie son de polímero y dos, de papel de algodón.
El diseño fue unificado, presentando el rostro de cada personaje en el anverso junto al antú —representación mapuche del Sol— y un corte transversal del corazón de un copihue, la flor nacional. En tanto, en el reverso de cada billete, se incorporaron paisajes de diversos parques nacionales junto con una especie animal nativa:
- El 24 de septiembre de 2009 comenzó la circulación del billete de 5000 pesos, el primero de la serie en ser lanzado.
- El 6 de enero de 2010 se presentó el de 10 000 pesos, que debía ser introducido el 3 de marzo siguiente;[38] producto del terremoto del 27 de febrero de ese año, esto se postergó para el 31 de marzo.
- El 8 de junio de 2010 se presentó el tercero, el de 20 000 pesos, introducido el 28 de julio de ese mismo año; fue el único en que se cambió el color original —del ocre al naranja— para hacerlo más distintivo.
- El 6 de octubre de 2010 se develó el nuevo billete de 2000 pesos, que conserva la línea de diseño de los billetes anteriores, aunque con un color violeta más intenso.
- El 16 de marzo de 2011 se presentó el billete de 1000 pesos, que cambió el verde claro del diseño anterior por un verde amarillento intenso.

| Valor        | Fecha de producción           | Color   | Material         | Dimensiones | Anverso                                                           |
| Valor        | Fecha de producción           | Color   | Material         | Dimensiones | Reverso                                                           |
| ------------ | ----------------------------- | ------- | ---------------- | ----------- | ----------------------------------------------------------------- |
| 1000 pesos   | 2010-2016 2018-2020           | Verde   | Polímero         | 120 × 70 mm | Efigie de Ignacio Carrera Pinto, un antú y un corazón de copihue. |
| 1000 pesos   | 2010-2016 2018-2020           | Verde   | Polímero         | 120 × 70 mm | Parque Nacional Torres del Paine y un guanaco.                    |
| 2000 pesos   | 2009 2012-2016                | Violeta | Polímero         | 127 × 70 mm | Efigie de Manuel Rodríguez, un antú y un corazón de copihue.      |
| 2000 pesos   | 2009 2012-2016                | Violeta | Polímero         | 127 × 70 mm | Reserva Nacional Nalcas y un loro choroy.                         |
| 5000 pesos   | 2009 2011-2016 2018           | Rosado  | Polímero         | 134 × 70 mm | Efigie de Gabriela Mistral, un antú y un corazón de copihue.      |
| 5000 pesos   | 2009 2011-2016 2018           | Rosado  | Polímero         | 134 × 70 mm | Parque Nacional La Campana y un tucúquere.                        |
| 10 000 pesos | 2009 2011-2014 2016 2018-2020 | Azul    | Papel de algodón | 141 × 70 mm | Efigie de Arturo Prat, un antú y un corazón de copihue.           |
| 10 000 pesos | 2009 2011-2014 2016 2018-2020 | Azul    | Papel de algodón | 141 × 70 mm | Parque Nacional Alberto de Agostini y un cóndor.                  |
| 20 000 pesos | 2009 2011-2019                | Naranja | Papel de algodón | 148 × 70 mm | Efigie de Andrés Bello, un antú y un corazón de copihue.          |
| 20 000 pesos | 2009 2011-2019                | Naranja | Papel de algodón | 148 × 70 mm | Monumento natural Salar de Surire y un flamenco chileno.          |

## En la cultura popular
Expresiones coloquiales antiguas que han sobrevivido en el español chileno hasta nuestros días son:
- «no tengo ni un veinte», en referencia a la moneda de veinte centavos que circuló entre 1907 y 1941.
- «no tengo ni un cobre»,[39] en referencia a las monedas de un centavo que circularon entre mediados del siglo XIX e inicios del siglo XX así como las de peso que circularon entre 1942 y 1959, ambas hechas de cobre.

Además, en el español chileno coloquial se usan ciertos sobrenombres para algunas monedas y billetes —dos de estos últimos son ocasionalmente denominados por el nombre del personaje retratado; sin embargo ninguno de estos apodos es usado por gran parte de la población—:
- sota: La moneda de diez pesos, aunque ya casi no se escucha con ese significado. Hoy día se refiere al billete de diez mil pesos.[40]
- medio cacho: La moneda de cincuenta pesos.[40]
- gamba:[41] La moneda de cien pesos —esta denominación se debe al antiguo billete de cien pesos utilizado antes de 1960, llamado así por su color rojo, similar al de las gambas—.[42]
- quina:[43] La moneda de quinientos pesos.
- luca:[43][44] El billete de mil pesos —el grueso de la población utiliza este término sin que esto se considere vulgar;[45][46] también se promueven actividades culturales «a Luca».[47][48] Previamente se le denominaba así al escudo y al peso antiguo.
- gabrielita:[49] El billete de cinco mil pesos.
- arturito:[50] El billete de diez mil pesos.

En contextos muy informales, para referirse a la suma de un millón de pesos también se utilizan las expresiones «un guatón» y «un palo».
Aunque suene extraño, a veces en el argot popular, y preferentemente en el coa, se da un valor diferente a los billetes y montos, dividiéndolos por mil: al billete de mil pesos se le dice «un peso»; al de dos mil, «dos pesos»; al de cinco mil, «cinco pesos»; al de diez mil, «diez pesos»; y al de veinte mil, «veinte pesos». La suma de cien mil pesos es denominada «cien pesos», etcétera.[cita requerida] También en el coa se le denomina «lechuga» al fajo de billetes de mil pesos.